# Brigada Franco-Alemã
A Brigada Franco-Alemã (francês: Brigade Franco-Allemande; alemão: Deutsch-Französische Brigade) é uma brigada militar especial do Eurocorps da União Europeia, fundada em 1989, conjuntamente consistindo de unidades tanto do Exército francês e o Exército alemão.

## História
A Brigada foi formada em 1987 seguindo uma cúpula entre o Presidente Mitterrand da França e o Chanceler Kohl da Alemanha. A Brigada se tornou operacional em 2 de outubro de 1989, sob o comando do General Jean-Pierre Sengeisen. Atualmente, a BFA está estacionada em Müllheim, Metz, Donaueschingen, Illkirch-Graffenstaden, Sarrebourg, e Immendingen como parte do Eurocorps.
Em fevereiro de 2009 foi anunciado que um batalhão alemão da força estava para ser movido para Illkirch perto de Estrasburgo, a primeira vez que uma unidade alemã havia sido estacionada na França desde a ocupação alemã da Segunda Guerra Mundial.
Em 31 de outubro de 2013, a França anunciou que em 2014 poderia fechar o 110º Regimento de Infantaria baseado em Donaueschingen e assim retiraria cerca de 1000 homens da Alemanha. Isto poderia deixar a brigada com 4000 homens, mas poderia colocar um fim para cada país ter uma presença maior no outro, França poderia ser deixada com ~500 tropas na Alemanha e vice-versa.

## Organização

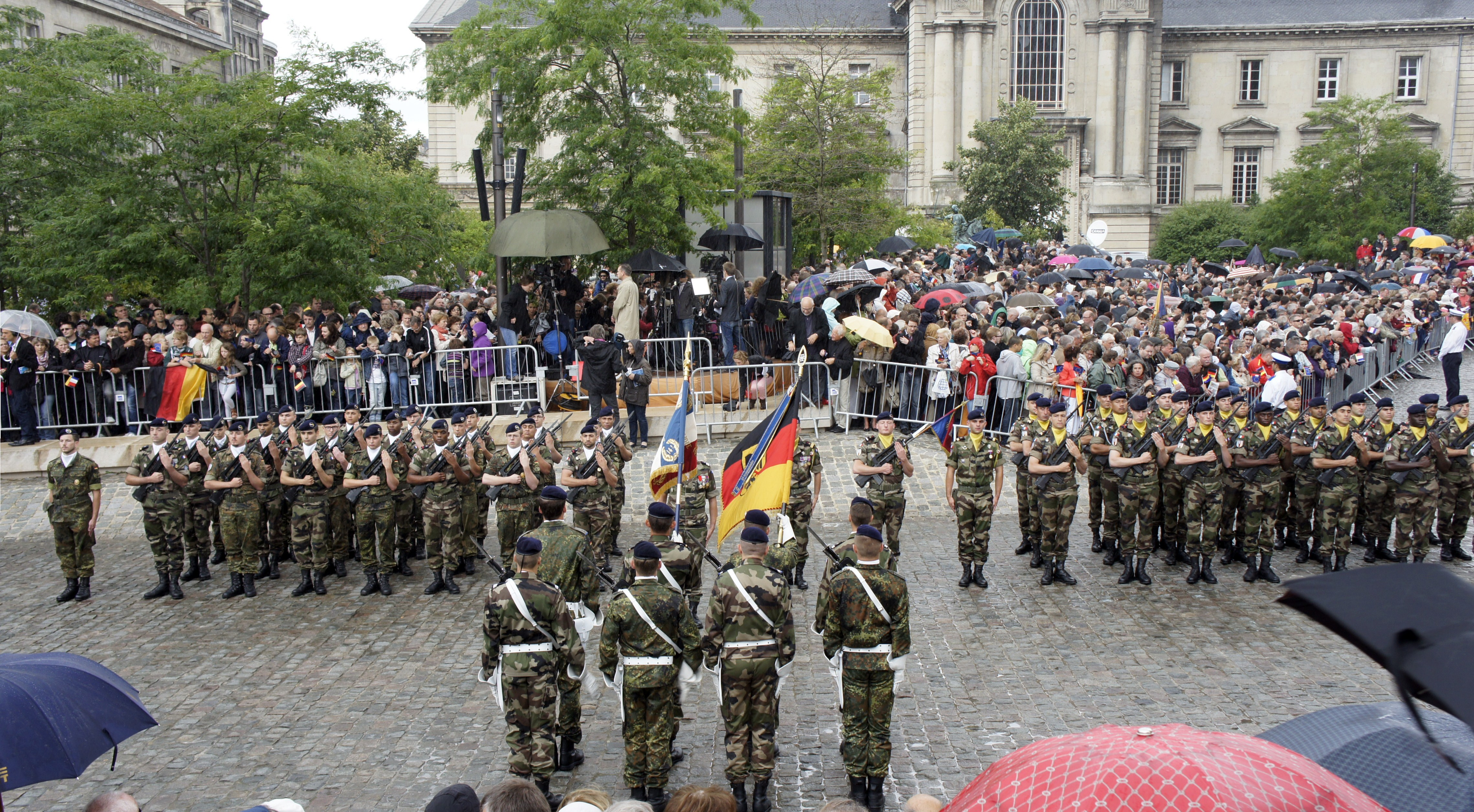
Bandeira da Brigada.

A Brigada Franco-Alemã pode ser descrita como uma formação mecanizada; suas unidades de combate são uns regimentos armados de reconhecimento, três batalhões de infantaria, e um regimento de artilharia. A unidade de apoio logístico e o QG da brigada têm complementos mixados desenhados de ambos os países.
- Staff, em Müllheim (D)
- 3e Régiment de Hussards (3e RH) (3º Regimento de Hussardos), em Metz (F)
  - 1ª Companhia de Reconhecimento
  - 2ª Companhia de Reconhecimento
  - 3ª Companhia de Reconhecimento
  - 4ª Companhia Anti-Tanque e Reconhecimento Leve
  - 5ª Companhia de Apoio e Suprimento
  - 6ª Companhia de Apoio ao Serviço de Combate
- 1er Régiment d'Infanterie (1er RI) - Regimento de Infantaria em Sarrebourg (F)
  - 1ª Companhia de Infantaria
  - 2ª Companhia de Infantaria
  - 3ª Companhia de Infantaria
  - 4ª Companhia de Apoio de Combate e Reconhecimento
  - 5ª Companhia de Apoio e Suprimento
  - 6ª Companhia de Apoio ao Serviço de Combate
- Jägerbataillon 291 (291st Light Infantry Battalion), em Illkirch-Graffenstaden (F)
  - 1ª Companhia de Suprimento & QG
  - 2ª Companhia de Infantaria Leve
  - 3ª Companhia de Infantaria Leve
  - 4ª Companhia de Reconhecimento
- Jägerbataillon 292 (292º Batalhão de Infantaria Leve), em Donaueschingen (D)
  - 1ª Companhia de Suprimento & QG
  - 2ª Companhia de Infantaria Leve
  - 3ª Companhia de Infantaria Leve
  - 4ª Companhia de Infantaria Leve
  - 5ª Companhia de Infantaria Pesada (8x 120mm Mortars, e 8x TOW Anti-Tanque, 8x MK20 Apoio de Fogo e 6x Reconnaissance Wiesel Portadores de Armas Blindadas)
  - 6ª Companhia de Apoio ao Serviço de Combate
- Artilleriebataillon 295 (295th Artillery Battalion), em Stetten am kalten Markt (D)
  - 1ª Bateria de Suprimento & QG
  - 2ª Bateria de Artilharia Automotriz Howitzer com PzH 2000
  - 3ª Bateria de Artilharia Automotriz Howitzer com PzH 2000
  - 4ª Bateria de Artilharia de Foguetes com MLRS
  - 5ª Bateria de Aquisição de Alvo com radares (COBRA), UAV (KZO) e pelotão meteorológico.
  - 6ª Companhia de Treinamento Básico
- Panzerpionierkompanie 550 (550ª Companhia de Engenharia Blindada), em Immendingen (D)
- Batalhão de Logística (em francês:  Bataillon de Commandement et de Soutien em alemão:  Deutsch-Französisches Versorgungsbataillon), em Müllheim (D)
  - 1ª Companhia de Suprimento & QG (binacional)
  - 2ª Companhia de Suprimento (binacional)
  - 3ª Companhia de Manutenção (binacional)
  - 4ª Companhia de Transporte (alemão)
  - Companhia de Apoio ao Serviço de Combate (francês)
  - Brigada Franco-Alemã de Companhia de Pessoal (binacional)